# Gewone spitssnuitdolfijn
De gewone spitssnuitdolfijn of Noordzee-spitssnuitdolfijn (Mesoplodon bidens) is een walvis uit de familie van de spitssnuitdolfijnen (Ziphiidae). De soort komt voor op open zee en jaagt in de diepzee op pijlinktvissen. Hij wordt hierdoor zelden waargenomen, behalve bij een stranding. De gewone spitssnuitdolfijn werd aan het begin van de negentiende eeuw ontdekt in Moray Firth (Schotland). De schedel van een gestrand mannetje werd bewaard, en viel in de handen van schilder James Sowerby, die (met behulp van zijn eigen fantasie) het dier voor het eerst tekende.
Van Mesoplodon-soorten strandt de gewone spitssnuitdolfijn het vaakst. Hierdoor wordt aangenomen dat dit de meest algemene soort uit het geslacht is. Doordat de soort zelden wordt waargenomen, heeft hij weinig te lijden gehad van de walvisvaart. Hij wordt het vaakst waargenomen in de noordelijke Noordzee, maar de soort wordt aangetroffen in alle koude en gematigde wateren van de Noordelijke Atlantische Oceaan.
Waarschijnlijk leeft deze soort alleen of in paren. De dieren worden gemiddeld 5 meter lang en 3,4 ton zwaar. De gewone spitssnuitdolfijn heeft slechts twee tanden, in de onderkaak. Bij volwassen mannetjes zijn deze tanden zichtbaar als de bek gesloten is. Ook heeft een mannetje een bult aan beide mondhoeken, en wordt hij iets langer, zo'n 5½ meter. Hij heeft kleine flippers en rugvin. Hij heeft een donkergrijze tot zwarte huid, met lichtere flanken en onderzijde. Jongen hebben een lichtere buik en minder vlekken.
Bij het jagen in de diepzee zuigt de gewone spitssnuitdolfijn waarschijnlijk zijn prooi op. Ook gebruikt hij waarschijnlijk echolocatie. Waarschijnlijk jaagt hij op pijlinktvis, maar ook op kleine scholenvissen. De paar- en werptijd is waarschijnlijk in de late winter en de lente, en de draagtijd dus een jaar. Het kalf van de gewone spitssnuitdolfijn is bij de geboorte ongeveer 2,4 meter lang. Het jong wordt gespeend als het een jaar oud is.